# 월리스안경원숭이
월리스안경원숭이 (Tarsius wallacei)는 최근에 기술된 안경원숭이의 일종이다. 술라웨시섬 중부 지역에서 발견된다.